# Dværgtigerkat
Dværgtigerkat (latin: Leopardus tigrinus), også kaldet sydamerikansk tigerkat eller oncilla eller tigerkat, lever i bjergskove og tropiske regnskove i Mellem- og Sydamerika. Den er aktiv om natten og i skumringen, men er også observeret om dagen.

## Ny art
I 2013 blev bestanden i det sydlige Brasilien tilknyttet en ny art, Leopardus guttulus, da den ikke blander sig med dværgtigerkatten i det nordøstlige Brasilien.